# Дебора Антоніоз
Дебора Антоніоз (фр. Déborah Anthonioz; 29 серпня 1978) — французька сноубордистка, спеціалістка із сноубордкросу, призерка Олімпійських ігор.
Антоніоз виборола срібну олімпійську медаль на Олімпіаді у Ванкувері. На етапах Кубку світу станом на травень 2010 на її рахунку 4 перемоги. У 2004 вона була другою в загальному заліку.